# Enele Sopoaga
Enele Sosene Sopoaga (Nukufetau, 10 de fevereiro de 1956) é um diplomata e político tuvaluano, que foi primeiro-ministro de Tuvalu entre 2013 e 2019.